# Patrick Jane
Patrick Jane is de hoofdpersoon in de CBS-misdaaddramaserie The Mentalist. De rol wordt gespeeld door Simon Baker. Jane is een zelfstandig consultant bij de gefictionaliseerde versie van het California Bureau of Investigation (CBI) en helpt zijn collega's door het geven van advies en de inzichten van zijn vele jaren als tv-medium. Als tv-medium had hij een zekere sterrenstatus verworven, die al gauw werd doorgeprikt toen aan het licht kwam dat hij mensen oplichtte. Hij staat bekend om zijn vlijmscherpe observaties en wil zijn vaardigheden gebruiken om moordzaken op te lossen, ook al heeft hij lak aan regels.

## Achtergrond
Patrick Jane is een raadplegend lid van het CBI. Hij is onconventioneel en negeert vaak algemene politieprocedures, vaak handelend zonder duidelijke sympathie voor verdachten of families die iemand zijn verloren.
Zijn verleden wordt langzaam onthuld in de loop van de seizoenen. De onthullingen komen door flashbacks en Janes verklaringen. Hij is de zoon van een oplichter, die Jane gebruikte als psychisch wonder die mensen kon genezen.
Hij trouwde met Angela Ruskin, die van een soortgelijke achtergrond was, haar familie is lid van een reizend circus: Carnaval royalty. Het echtpaar had een jonge dochter, Charlotte Anne Jane. Patrick Jane werd een beroemdheid, die een zeer comfortabel leven leidde als psycholoog. De omstandigheden waren prima voor Jane en zijn familie totdat hij in het openbaar seriemoordenaar Red John bekritiseerde. In vergelding doodde Red John de vrouw en dochter van Patrick Jane met een toelichting op zijn daad.
Jane leed aan een zenuwinzinking als gevolg van de schuldgevoelens over de dood van zijn familie. Hij hield de zenuwinzinking geheim voor zijn CBI-medewerkers, en het staat ook niet in zijn dossier; hij vertelde het alleen aan baas en begeleider Teresa Lisbon toen ze met een zaak bezig waren. Jane gebruikt zijn mentalist-capaciteiten om misdaden op te lossen, maar zijn voornaamste doel is het vinden van Red John. Zijn plan is om Red John te doden voordat de politie Red John oppakt en hem via de officiële procedures opsluit.
Tijdens het derde seizoen, schiet Jane te hulp bij het stoppen van een politiemoordenaar, Todd Johnson. Bij het CBI vertelt Johnson aan Lisbon, dat hij graag met Jane wil praten omdat ze iets met elkaar gemeen hebben. Als Jane bij zijn cel aankomt, blijkt hij in brand te staan. Johnson overlijdt later in het ziekenhuis in bijzijn van Jane, waarbij zijn laatste woorden het begin zijn van het gedicht van William Blake genaamd 'The Tyger'. Jane realiseerde zich dat Johnson een onderdeel van het netwerk van Red John was. Jane wendt zich tot de CBI-directeur Virgil Minelli, zodat hij de lijst van verdachten kan inzien wie Johnson mogelijke hebben vermoord. Op datzelfde moment leidt ook LaRoche, hoofd van Interne Zaken bij het CBI het onderzoek naar de dood van Johnson. Hij verdenkt de leden van het CBI-team, zelfs Jane. Jane heeft tegen niemand behalve Minelli verteld dat Johnson een handlanger was van Red John. Het onderzoek van LaRoche naar de dood van Johnson eindigt al snel met 5 verdachten, onder hen het hoofd van de CBI-afdeling Madeleine Hightower. 
Hightower leek een logische verdachte omdat Johnson de politieman doodde waar zij mee omging. Lisbon en Jane onderzoeken ook de moord op een wapenhandelaar, die een oude vriend was van Todd Johnson, die hem de wapens leverde waarmee hij de moorden mee pleegde. Al het bewijs lijkt te wijzen op Hightower en Jane confronteert Hightower ermee dat Johnson een handlanger was van Red John, hij vraagt haar ook of zij de moordenaar was. Zij zegt dat ze er niets mee te maken heeft omdat ze haar kinderen in de toekomst niet in gevaar wil brengen. Jane weet dat hij een truc moet uithalen om Hightower te laten ontsnappen en uit de handen van LaRoche en Lisbon te blijven. Hij vertelt haar dat ze met haar kinderen naar een andere verblijfplaats moet gaan, zodat ze niet kan worden gearresteerd of worden vermoord door Red John. Dit leidt Jane tot de conclusie dat Red John een spion binnen de CBI heeft. Jane weet dat er nu nog 4 namen op de lijst staan van LaRoche en huurt een dief in om de lijst uit zijn huis te stelen. Het plan lukte echter niet, LaRoche betrapte de dief op heterdaad en confronteerde Jane vervolgens hiermee. Hierbij krijgt hij zijn keuze of dit nieuws niet openbaar wordt tegen voorwaarden.